# Feltételes várható érték
A valószínűségszámításban egy valószínűségi változó feltételes várható értéke a várható érték, feltéve, hogy bekövetkezik egy adott {\displaystyle A\in {\mathcal {A}}} esemény. Ha véges sok kimenetel lehetséges, akkor ez azt jelenti, hogy csak bizonyos értékeket vehet fel. Formálisabban, az esemény és komplementere particionálja a valószínűségi mezőt.
Több valószínűségi változó esetén, egy valószínűségi változó várható értékben független egyenként vagy együttesen akkor és csak akkor, ha a feltételes várható értéke megegyezik a feltétel nélküli várható értékkel.
A feltételes várható érték szintén valószínűségi változó, de elemi esemény mint feltétel esetén elfajult eloszlású, vagyis konstans.
A fogalom általánosítható minden valószínűségi mezőre a mértékelmélet felhasználásával.
A modern valószínűségszámításban a feltételes valószínűség definiálására használják.

## Példák
1. példa:
Tekintsünk egy szabályos dobókockát! Legyen az A esemény az, hogy páros számot dobunk, tehát a kimenetel 2, 4, vagy 6; a B esemény az, hogy az eredmény prímszám, azaz 2, 3 vagy 5. A táblázatban az esemény bekövetkeztét 1, be nem következését 0 jelöli.
|   | 1 | 2 | 3 | 4 | 5 | 6 |
| - | - | - | - | - | - | - |
| A | 0 | 1 | 0 | 1 | 0 | 1 |
| B | 0 | 1 | 1 | 0 | 1 | 0 |

Az A esemény feltétel nélküli várható értéke Értelmezés sikertelen (SVG (a MathML egy böngészőkiegészítővel engedélyezhető): Érvénytelen válasz („Math extension cannot connect to Restbase.”) a(z) http://localhost:6011/hu.wikipedia.org/v1/ szervertől:): {\displaystyle E(A) = (0+1+0+1+0+1)/6 = 1/2}
. Az A feltéve B (jelben A|B) esemény várható értéke  {\displaystyle E(A|B=1)=(1+0+0)/3=1/3}, míg {\displaystyle E(A|B=0)=(0+1+1)/3=2/3} a B komplementer eseményén. Hasonlóan, E(B|A) értéke {\displaystyle E(B|A=1)=(1+0+0)/3=1/3}, és {\displaystyle E(B|A=0)=(0+1+1)/3=2/3}.
2. példa: Tegyük fel, hogy van egy 10 éves adatsor az időjárásról! Ekkor meg lehet nézni az átlagos napi csapadékmennyiséget (tapasztalati feltétlen várható érték), az év egy szakaszában számított átlagos napi csapadékmennyiséget vagy az év egy bizonyos napjára jutó napi csapadékmennyiséget (tapasztalati feltételes várható értékek). A feltétlen esethez 3652 napi átlagot, március hónaphoz 310 napi átlagot, március 2-ához 10 napi átlagot kell figyelembe venni.

## Klasszikus definíció

### Eseményre vett feltételes várható érték
A klasszikus valószínűségszámításban egy {\displaystyle X} valószínűségi változó feltéve egy {\displaystyle H} esemény {\displaystyle X} átlaga {\displaystyle H} összes kimenetelére,
azaz
{\displaystyle \operatorname {E} (X\mid H)={\frac {\sum _{\omega \in H}X(\omega )}{|H|}},}
ahol {\displaystyle |H|} a {\displaystyle H} elemszáma. {\displaystyle H} lehet az, hogy egy másik {\displaystyle Y} valószínűségi változó egy adott értéket vesz fel, azaz {\displaystyle Y=y}.
A fenti összeg csoportosítható {\displaystyle X(\omega )} értékei szerint, vagyis {\displaystyle {\mathcal {X}}}-en összegzünk, ami {\displaystyle X} lehetséges kimeneteleinek halmaza:
{\displaystyle \operatorname {E} (X\mid H)=\sum _{x\in {\mathcal {X}}}x\,{\frac {|\{\omega \in H\mid X(\omega )=x\}|}{|H|}}.}
Általában, ha a {\displaystyle H} esemény valószínűsége pozitív, akkor hasonló formula teljesül. Külön figyelmet kap az a speciális lehetőség, ha a {\displaystyle H} azt jelzi, hogy egy másik {\displaystyle Y} valószínűségi változó egy adott értéket vesz fel, azaz {\displaystyle Y=y}. Legyen {\displaystyle (\Omega ,{\mathcal {F}},P)} valószínűségi mező, {\displaystyle X} valószínűségi változó ezen, és legyen {\displaystyle P(H)>0}. Ekkor {\displaystyle X} feltételes várható értéke feltéve, hogy {\displaystyle H}, nem más, mint
{\displaystyle \operatorname {E} (X\mid H)={\frac {\operatorname {E} (1_{H}X)}{P(H)}}=\int _{\mathcal {X}}x\,dP(x\mid H),}
ahol {\displaystyle {\mathcal {X}}} az  {\displaystyle X(\omega )} lehetséges kimenetelei, és {\displaystyle P(\cdot \mid H)} a valószínűségi mérték, és minden {\displaystyle A} mérhető halmazra {\displaystyle P(A\mid H)=P(A\cap H)/P(H)} {\displaystyle A} feltételes valószínűsége feltéve {\displaystyle H}.
Ha  {\displaystyle P(H)=0} és {\displaystyle H} egy {\displaystyle Y=y} esemény, akkor a fenti definíció nem terjeszthető ki, habár más számítási módszerekkel egy érték kiszámítható. A Borel–Kolmogorov-paradoxon mutatja, hogy a feltételes valószínűség, így a feltételes várható érték nem határozható meg a definíció alapján. A megoldás a σ-algebrára és a valószínűségi változóra való kiterjesztés, amiből egy olyan definíció adódik, amivel ekkor is meghatározható a feltételes várható érték.

### Valószínűségi változóra  vett feltételes várható érték
Ha {\displaystyle Y} diszkrét valószínűségi változó ugyanazon az {\displaystyle (\Omega ,{\mathcal {F}},P)} valószínűségi mezőn, mint {\displaystyle X}, és lehetséges kimenetelei  {\displaystyle {\mathcal {Y}}}, akkor {\displaystyle X} feltételes várható értéke feltéve {\displaystyle Y} egy {\displaystyle E(X\mid Y)} valószínűségi változó {\displaystyle {\mathcal {Y}}}-on, melynek definíciója
{\displaystyle \operatorname {E} (X\mid Y)(y)=\operatorname {E} (X\mid Y=y).}
Egy kapcsolódó {\displaystyle \Omega }-ből {\displaystyle {\mathcal {Y}}}-ba menő függvény definíciója
{\displaystyle \operatorname {E} (X\mid \sigma (Y))(\omega )=\operatorname {E} (X\mid Y=Y(\omega )).}
Ez a függvény az {\displaystyle X} valószínűségi változó feltételes várható értéke az {\displaystyle Y} által generált σ-algebrára. A két függvény kapcsolata
{\displaystyle \operatorname {E} (X\mid \sigma (Y))=\operatorname {E} (X\mid Y)\circ Y.}
Ahogy fentebb említettük, ha {\displaystyle Y} folytonos valószínűségi változó, akkor nem lehet definiálni  {\displaystyle \operatorname {E} (X\mid Y)}-et ezen a módon. A Borel–Kolmogorov-paradoxon szerint meg kell határozni, hogy mely  korlátozó procedúra hozza létre az Y = y egyenlőséget. Ha az {\displaystyle \Omega } eseménytérnek van távolságfüggvénye, akkor eljárhatunk a következőképpen. Feltéve, hogy minden  {\displaystyle H_{y}^{\varepsilon }} P-mérhető és {\displaystyle P(H_{y}^{\varepsilon })>0} minden {\displaystyle \varepsilon >0} esetén. Ekkor az {\displaystyle H_{y}^{\varepsilon }} szerinti feltételes várható érték jóldefiniált. Az {\displaystyle \varepsilon } korláttal a nullához tartva definiálhatjuk, hogy
{\displaystyle g(y)=\lim _{\varepsilon \to 0}\operatorname {E} (X\mid H_{y}^{\varepsilon }).}
A korlátozó folyamatot a Radon–Nikodym-deriválttal helyettesítve egy általánosabb analóg definícióhoz jutunk.

## Formális definíció

### Feltételes várható érték rész-σ-algebrára
Tekintsük a következőket:
- {\displaystyle (\Omega ,{\mathcal {F}},P)} valószínűségi mező.

σ-algebrára vett feltételes várható érték: ebben a példában az valószínűségi mező az [0,1] intervallum a Lebesgue-mértékkel. Definiáljuk a következő σ-algebrákat: ; az a σ-algebra, amit a 0, ¼, ½, ¾, 1 végpontú intervallumok generálnak; és a 0, ½, 1 végpontú intervallumok által generált σ-algebra. Itt a feltételes várható érték éppen a σ-algebra minimális halmazaira számított átlag

- {\displaystyle X:\Omega \to \mathbb {R} ^{n}} valószínűségi változó ezen a valószínűségi mezőn, és várható értéke véges.
- {\displaystyle {\mathcal {H}}\subseteq {\mathcal {F}}} egy al-σ-algebrája {\displaystyle {\mathcal {F}}}-nek.

Mivel {\displaystyle {\mathcal {H}}} részalgebrája {\displaystyle {\mathcal {F}}}-nek, azért az {\displaystyle X:\Omega \to \mathbb {R} ^{n}} függvény nem feltétlenül {\displaystyle {\mathcal {H}}}-mérhető. Ezért nem biztosított az {\textstyle \int _{H}X\,dP|_{\mathcal {H}}} integrál létezése,
ahol {\displaystyle H\in {\mathcal {H}}} és {\displaystyle P|_{\mathcal {H}}} {\displaystyle P} leszűkítése {\displaystyle {\mathcal {H}}}-ra. Azonban a lokális {\textstyle \int _{H}X\,dP} átlagok meghatározhatók {\displaystyle (\Omega ,{\mathcal {H}},P|_{\mathcal {H}})}-ban, a feltételes várható érték használatával. {\displaystyle X} feltételes várható értéke adott  {\displaystyle {\mathcal {H}}}-ra, amit {\displaystyle \operatorname {E} (X\mid {\mathcal {H}})} jelöl, egy {\displaystyle {\mathcal {H}}}-mérhető {\displaystyle \Omega \to \mathbb {R} ^{n}} függvény, ami minden  {\displaystyle H\in {\mathcal {H}}} esetén teljesíti azt, hogy
{\displaystyle \int _{H}\operatorname {E} (X\mid {\mathcal {H}})\,dP=\int _{H}X\,dP}
{\displaystyle \operatorname {E} (X\mid {\mathcal {H}})} létezése könnyen megmutatható, ha észrevesszük, hogy {\textstyle \mu ^{X}:F\mapsto \int _{F}X\,dP} véges mérték {\displaystyle (\Omega ,{\mathcal {F}})}-n, ha {\displaystyle F\in {\mathcal {F}}}, ami abszolút folytonos {\displaystyle P}-re. Ha {\displaystyle h} a természetes beágyazása  {\displaystyle {\mathcal {H}}}-nak {\displaystyle {\mathcal {F}}}-be, akkor
{\displaystyle \mu ^{X}\circ h=\mu ^{X}|_{\mathcal {H}}} {\displaystyle \mu ^{X}} leszűkítése {\displaystyle {\mathcal {H}}}-ra, és {\displaystyle P\circ h=P|_{\mathcal {H}}} {\displaystyle P} leszűkítése {\displaystyle {\mathcal {H}}}-ra. Továbbá, {\displaystyle \mu ^{X}\circ h} abszolút folytonos {\displaystyle P\circ h}-re, hiszen abból, hogy
{\displaystyle P\circ h(H)=0\iff P(h(H))=0}
következik, hogy
{\displaystyle \mu ^{X}(h(H))=0\iff \mu ^{X}\circ h(H)=0.}
Tehát
{\displaystyle \operatorname {E} (X\mid {\mathcal {H}})={\frac {d\mu ^{X}|_{\mathcal {H}}}{dP|_{\mathcal {H}}}}={\frac {d(\mu ^{X}\circ h)}{d(P\circ h)}},}
ahol a deriváltak Radon–Nikodym-deriváltak.

### Feltételes várható érték valószínűségi változóra
A fentiek mellett legyen még:
- {\displaystyle (U,\Sigma )} mérhető tér,
- {\displaystyle Y:\Omega \to U} valószínűségi változó.

Legyen {\displaystyle g:U\to \mathbb {R} ^{n}} {\displaystyle \Sigma }-mérhető függvény úgy, hogy minden {\displaystyle f:U\to \mathbb {R} ^{n}} {\displaystyle \Sigma }-mérhető függvényre 
{\displaystyle \int g(Y)f(Y)\,dP=\int Xf(Y)\,dP.}
Ekkor a {\displaystyle g(Y)} valószínűségi változó {\displaystyle X} feltételes várható értéke egy adott {\displaystyle Y} valószínűségi változóra. Jelölése: {\displaystyle \operatorname {E} (X\mid Y)}.
Ez a definíció ekvivalens {\displaystyle {\mathcal {F}}} al-{\displaystyle \sigma }-terére, amit {\displaystyle \Sigma } {\displaystyle Y}szerinti ősképe definiál. Hogyha definiáljuk, hogy
{\displaystyle {\mathcal {H}}=Y^{-1}(\Sigma )=\{Y^{-1}(B):B\in \Sigma \},}
akkor
{\displaystyle \operatorname {E} (X\mid Y)=\operatorname {E} (X\mid {\mathcal {H}})={\frac {d(\mu ^{X}\circ Y^{-1})}{d(P\circ Y^{-1})}}\circ Y}.

### Diszkusszió
- A definíció nem konstruktív, csak megadtuk a szükséges tulajdonságot, aminek a feltételes várható értéknek meg kell felelnie.

- Az {\displaystyle \operatorname {E} (X\mid {\mathcal {H}})} definíciója hasonlít a {\displaystyle \operatorname {E} (X\mid H)} definícióra egy  {\displaystyle H} eseménnyel, azonban ezek nem ugyanazok. Az előbbi egy {\displaystyle {\mathcal {H}}}-mérhető {\displaystyle \Omega \to \mathbb {R} ^{n}}-függvény, az utóbbi {\displaystyle \mathbb {R} ^{n}} egy eleme. Az előbb kiértékelése {\displaystyle H}-n az utóbbit adja.
- A követelmények nem garantálják a feltételes várható értéket. Létezésére a Radon–Nikodym-tétel ad kritériumokat. Egy elégséges feltétel, hogy {\displaystyle X} várható értéke létezik.
- Az egyértelműség majdnem biztos: A különböző feltételes várható értékek csak nulla valószínűségű halmazban különböznek.

- A {\displaystyle {\mathcal {H}}} σ-algebra jellemzi a feltételezés szemcsézettségét. Egy nagyobb (finomabb) {\displaystyle {\mathcal {H}}} σ-algebra fölött több esemény valószínűségét őrzi meg. Egy szűkebb (durvább) σ-algebra több eseményt átlagol.

## Kiszámítása
Ha {\displaystyle X} és {\displaystyle Y} diszkrét valószínűségi változó, akkor {\displaystyle X} feltételes várható értéke az  Y = y eseményre tekinthető {\displaystyle y} függvényének {\displaystyle Y} lehetséges kimeneteleinek halmazán:
{\displaystyle \operatorname {E} (X\mid Y=y)=\sum _{x\in {\mathcal {X}}}x\,P(X=x\mid Y=y)=\sum _{x\in {\mathcal {X}}}x\,{\frac {P(X=x,Y=y)}{P(Y=y)}},}
ahol {\displaystyle {\mathcal {X}}} az {\displaystyle X} lehetséges kimeneteleinek halmaza.
Ha {\displaystyle X}  folytonos, viszont {\displaystyle Y} diszkrét valószínűségi változó, akkor a feltételes várható érték az  Y = y eseményre
{\displaystyle \operatorname {E} (X\mid Y=y)=\int _{\mathcal {X}}xf_{X}(x\mid Y=y)\,dx,}
ahol {\displaystyle f_{X}(x\mid Y=y)={\frac {f_{X,Y}(x,y)}{P(Y=y)}}}, és {\displaystyle f_{X,Y}(x,y)} az {\displaystyle X} és {\displaystyle Y} közös tömegfüggvénye.
Ha {\displaystyle X} és {\displaystyle Y} folytonos valószínűségi változó, akkor {\displaystyle X} feltételes várható értéke az  Y = y eseményre
{\displaystyle \operatorname {E} (X\mid Y=y)=\int _{\mathcal {X}}xf_{X\mid Y}(x\mid y)\,dx,}
ahol {\displaystyle f_{X\mid Y}(x\mid y)={\frac {f_{X,Y}(x,y)}{f_{Y}(y)}}} és {\displaystyle f_{Y}(y)} az {\displaystyle Y} sűrűségfüggvénye.

## Tulajdonságok
Az alábbi tulajdonságok majdnem biztosak, és a {\displaystyle {\mathcal {H}}} {\displaystyle \sigma }-algebra helyett mindenütt vehető {\displaystyle Z} valószínűségi változó.

### Alapvető tulajdonságok
Linearitás: 
{\displaystyle E(X_{1}+X_{2}\mid {\mathcal {H}})=E(X_{1}\mid {\mathcal {H}})+E(X_{2}\mid {\mathcal {H}})} és
{\displaystyle E(aX\mid {\mathcal {H}})=a\,E(X\mid {\mathcal {H}})}, ha {\displaystyle a\in \mathbb {R} }.
Pozitivitás: ha {\displaystyle X\geq 0}, akkor {\displaystyle E(X\mid {\mathcal {H}})\geq 0}.
Monotonitás: Ha {\displaystyle X_{1}\leq X_{2}}, akkor {\displaystyle E(X_{1}\mid {\mathcal {H}})\leq E(X_{2}\mid {\mathcal {H}})}.
Ha {\displaystyle X} {\displaystyle {\mathcal {H}}}-mérhető, akkor {\displaystyle E(XY\mid {\mathcal {H}})=X\,E(Y\mid {\mathcal {H}})}.
Ha {\displaystyle Z} valószínűségi változó, akkor {\displaystyle \operatorname {E} (f(Z)Y\mid Z)=f(Z)\operatorname {E} (Y\mid Z)}.
Teljes várható érték tétele: {\displaystyle E(E(X\mid {\mathcal {H}}))=E(X)}.

### Függetlenség
Ha {\displaystyle X} független {\displaystyle {\mathcal {H}}}-tól, akkor {\displaystyle E(X\mid {\mathcal {H}})=E(X)}.
Ugyanis, ha {\displaystyle B\in {\mathcal {H}}}, akkor {\displaystyle X} független {\displaystyle 1_{B}}-től, így
{\displaystyle \int _{B}X\,dP=E(X1_{B})=E(X)E(1_{B})=E(X)P(B)=\int _{B}E(X)\,dP.}
Tehát a definíciónak megfelel egy {\displaystyle E(X)} konstans valószínűségi változó, ahogy azt akartuk.
Ha {\displaystyle X} független {\displaystyle \sigma (Y,{\mathcal {H}})}-tól, akkor {\displaystyle E(XY\mid {\mathcal {H}})=E(X)\,E(Y\mid {\mathcal {H}})}. Ez nem feltétlenül teljesül, ha {\displaystyle X} csak {\displaystyle {\mathcal {H}}}-tól vagy {\displaystyle Y}-tól független.
Ha {\displaystyle X,Y} független, és {\displaystyle {\mathcal {G}},{\mathcal {H}}} független, továbbá {\displaystyle X} és {\displaystyle {\mathcal {H}}} független és {\displaystyle Y} és {\displaystyle {\mathcal {G}}} független, akkor {\displaystyle E(E(XY\mid {\mathcal {G}})\mid {\mathcal {H}})=E(X)E(Y)=E(E(XY\mid {\mathcal {H}})\mid {\mathcal {G}})}.
Doob-féle feltételes függetlenségi tulajdonság: Ha {\displaystyle X,Y} feltételesen független egy adott {\displaystyle Z}-re, akkor {\displaystyle P(X\in B\mid Y,Z)=P(X\in B\mid Z)} (vagy ekvivalensen, {\displaystyle E(1_{\{X\in B\}}\mid Y,Z)=E(1_{\{X\in B\}}\mid Z)}).

### Stabilitás
Ha {\displaystyle X} {\displaystyle {\mathcal {H}}}-mérhető, akkor {\displaystyle E(X\mid {\mathcal {H}})=X}.
Ha {\displaystyle Z} valószínűségi változó, {\displaystyle \operatorname {E} (f(Z)\mid Z)=f(Z)}. Más alakban, {\displaystyle \operatorname {E} (Z\mid Z)=Z}.

### Torony tulajdonság
A {\displaystyle {\mathcal {H}}_{1}\subset {\mathcal {H}}_{2}\subset {\mathcal {F}}} rész-{\displaystyle \sigma }-algebrákra {\displaystyle E(E(X\mid {\mathcal {H}}_{2})\mid {\mathcal {H}}_{1})=E(X\mid {\mathcal {H}}_{1})}.
Speciális esetben, ha {\displaystyle Z} {\displaystyle {\mathcal {H}}}-mérhető valószínűségi változó, akkor {\displaystyle \sigma (Z)\subset {\mathcal {H}}}, így {\displaystyle E(E(X\mid {\mathcal {H}})\mid Z)=E(X\mid Z)}.
Doob-féle martingál tulajdonság: Legyenek, mint előbb, és legyen {\displaystyle Z=E(X\mid {\mathcal {H}})}, ami {\displaystyle {\mathcal {H}}}-mérhető, ekkor {\displaystyle \operatorname {E} (Z\mid Z)=Z} felhasználásával {\displaystyle E(X\mid E(X\mid {\mathcal {H}}))=E(X\mid {\mathcal {H}})}.
Ha {\displaystyle X,Y} valószínűségi változó, akkor {\displaystyle E(E(X\mid Y)\mid f(Y))=E(X\mid f(Y))}.
Ha {\displaystyle X,Y,Z} valószínűségi változó, akkor {\displaystyle E(E(X\mid Y,Z)\mid Y)=E(X\mid Y)}.

### Konvergencia
Monoton konvergencia tétele: Ha {\displaystyle 0\leq X_{n}\uparrow X}, akkor {\displaystyle E(X_{n}\mid {\mathcal {H}})\uparrow E(X\mid {\mathcal {H}})}.
Dominált konvergencia: Ha {\displaystyle X_{n}\to X} és {\displaystyle |X_{n}|\leq Y}, ahol {\displaystyle Y\in L^{1}}, akkor {\displaystyle E(X_{n}\mid {\mathcal {H}})\to E(X\mid {\mathcal {H}})}.
Fatou-lemma: Ha {\displaystyle \textstyle E(\inf _{n}X_{n}\mid {\mathcal {H}})>-\infty }, akkor {\displaystyle \textstyle E(\liminf _{n\to \infty }X_{n}\mid {\mathcal {H}})\leq \liminf _{n\to \infty }E(X_{n}\mid {\mathcal {H}})}.
Martingál konvergencia tétele: Ha {\displaystyle X} valószínűségi változó véges várható értékkel, akkor {\displaystyle E(X\mid {\mathcal {H}}_{n})\to E(X\mid {\mathcal {H}})}, ha {\displaystyle {\mathcal {H}}_{1}\subset {\mathcal {H}}_{2}\subset \dotsb } rész-{\displaystyle \sigma }-algebrák növekvő sorozata és {\displaystyle \textstyle {\mathcal {H}}=\sigma (\bigcup _{n=1}^{\infty }{\mathcal {H}}_{n})} vagy ha {\displaystyle {\mathcal {H}}_{1}\supset {\mathcal {H}}_{2}\supset \dotsb }  rész-{\displaystyle \sigma }-algebrák csökkenő sorozata és {\displaystyle \textstyle {\mathcal {H}}=\bigcap _{n=1}^{\infty }{\mathcal {H}}_{n}}.

### Jensen-egyenlőtlenség
A Jensen-egyenlőtlenség szerint, ha {\displaystyle f\colon \mathbb {R} \rightarrow \mathbb {R} } konvex függvény, akkor {\displaystyle f(E(X\mid {\mathcal {H}}))\leq E(f(X)\mid {\mathcal {H}})}.

### Projekció
A feltételes operátor kontrakciós vetülete az {\displaystyle L^{p}(\Omega ,{\mathcal {F}},P)\rightarrow L^{p}(\Omega ,{\mathcal {H}},P)}. Lp-tereknek.  Vagyis, {\displaystyle \operatorname {E} {\big (}|\operatorname {E} (X\mid {\mathcal {H}})|^{p}{\big )}\leq \operatorname {E} {\big (}|X|^{p}{\big )}} minden p ≥ 1-re.
A feltételes várható érték mint {\displaystyle L^{2}}-projekció: Ha {\displaystyle X,Y} a négyzetesen integrálható valós valószínűségi változók terének Hilbert-terének eleme, azaz második momentuma véges, akkor:
az {\displaystyle X\mapsto \operatorname {E} (X\mid {\mathcal {H}})} leképezés önadjungált,
{\displaystyle \operatorname {E} (X\operatorname {E} (Y\mid {\mathcal {H}}))=\operatorname {E} \left(\operatorname {E} (X\mid {\mathcal {H}})\operatorname {E} (Y\mid {\mathcal {H}})\right)=\operatorname {E} (\operatorname {E} (X\mid {\mathcal {H}})Y)}
ha {\displaystyle Y} {\displaystyle {\mathcal {H}}}-mérhető, akkor {\displaystyle E(Y(X-E(X\mid {\mathcal {H}})))=0}, vagyis az {\displaystyle E(X\mid {\mathcal {H}})} feltételes várható érték az {\displaystyle L^{2}(P)} szerinti értelemben az {\displaystyle X} ortogonális projekciója mint skaláris szorzat a {\displaystyle {\mathcal {H}}}-mérhető függvények alterében. Emiatt használható a Hilbert-féle projekciótétel alapján definiálható és bizonyítható a feltételes várható érték.

## Számítások
Az {\displaystyle X} valószínűségi változó várható értékét akarjuk kiszámolni, amennyiben tudjuk, hogy egy {\displaystyle A\in {\mathcal {A}}} esemény bekövetkezik.
Legyen {\displaystyle (\Omega ,{\mathcal {A}},P)} valószínűségi mező, {\displaystyle X} valószínűségi változó és {\displaystyle A\in {\mathcal {A}}} esemény, ha {\displaystyle P(A)\neq 0}, akkor {\displaystyle E(X|A)={\frac {1}{P(A)}}\int _{A}XdP}.
A definíció értelmezése a feltételes valószínűség alapján: {\displaystyle E(X|A)=\int _{\Omega }X(\omega )dP(\omega |A)}, ahol a feltételes valószínűség definíciója szerint {\displaystyle P(B|A)={\frac {P(B\cap A)}{P(A)}}}, a várható értékben lévő valószínűségre alkalmazva {\displaystyle P(\omega |A)={\frac {P(\omega \cap A)}{P(A)}}}, tehát ez a valószínűség csak akkor nem 0, ha {\displaystyle \omega \in A}.
Ezért csak az {\displaystyle A} eseményen integrálunk, viszont {\displaystyle \omega \in A} esetén {\displaystyle P(\omega |A)=P(\omega )} és a mérték szerinti integrál definíciója szerint {\displaystyle d{\frac {P(\omega )}{P(A)}}={\frac {1}{P(A)}}dP(\omega )}. Ezt alkalmazva {\displaystyle E(X|A)=\int _{\Omega }X(\omega )dP(\omega |A)=\int _{\Omega }X(\omega )d{\frac {P(\omega \cap A)}{P(A)}}=\int _{A}X(\omega )d{\frac {P(\omega \cap A)}{P(A)}}=\int _{A}X(\omega )d{\frac {P(\omega )}{P(A)}}={\frac {1}{P(A)}}\int _{A}XdP}.
A feltételes várható érték tulajdonságai:
lineáris: {\displaystyle E(X+Y|A)=E(X|A)+E(Y|A)}
ha {\displaystyle c\in \mathbb {R} }, akkor {\displaystyle E(cX|A)=cE(X|A)}.
Az {\displaystyle X} valószínűségi változó várható értékét akarjuk kiszámolni, amennyiben tudjuk, hogy egy {\displaystyle {\mathcal {F}}\subseteq {\mathcal {A}}} {\displaystyle \sigma }-algebrában lévő események bekövetkeznek.
Legyen {\displaystyle (\Omega ,{\mathcal {A}},P)} valószínűségi mező, {\displaystyle X} valószínűségi változó és {\displaystyle {\mathcal {F}}\subseteq {\mathcal {A}}} {\displaystyle \sigma }-algebra, ha {\displaystyle E(|X|)<\infty } ekkor létezik olyan {\displaystyle E(X|{\mathcal {F}})} valószínűségi változó, amely {\displaystyle {\mathcal {F}}} mérhető és minden {\displaystyle A\in {\mathcal {F}}} esemény esetén {\displaystyle \int _{A}XdP=\int _{A}E(X|{\mathcal {F}})dP}.

## Feltételes szórás
A feltételes várható érték segítségével definiálható feltételes szórás is. A képletekben szórás helyett szórásnégyzet szerepel:
Definíció: {\displaystyle \operatorname {Var} (X\mid {\mathcal {H}})=\operatorname {E} {\bigl (}(X-\operatorname {E} (X\mid {\mathcal {H}}))^{2}\mid {\mathcal {H}}{\bigr )}}
Algebrai képlet: {\displaystyle \operatorname {Var} (X\mid {\mathcal {H}})=\operatorname {E} (X^{2}\mid {\mathcal {H}})-{\bigl (}\operatorname {E} (X\mid {\mathcal {H}}){\bigr )}^{2}}
Teljes szórás tétele: {\displaystyle \operatorname {Var} (X)=\operatorname {E} (\operatorname {Var} (X\mid {\mathcal {H}}))+\operatorname {Var} (\operatorname {E} (X\mid {\mathcal {H}}))}.

## Története
A feltételes valószínűség fogalmát Laplace vezette be, aki feltételes eloszlásokat számított.  Andrej Kolmogorov 1933-ban formalizálta a Radon–Nikodym-tétellel.Halmos Pál  és  Joseph L. Doob
 1953-ban általánosította a ma is használt fogalmat al-σ-algebrákkal.

## Fordítás
Ez a szócikk részben vagy egészben  a   Conditional expectation című angol Wikipédia-szócikk fordításán alapul.  Az eredeti cikk szerkesztőit annak laptörténete sorolja fel. Ez a jelzés csupán a megfogalmazás eredetét és a szerzői jogokat jelzi, nem szolgál a cikkben szereplő információk forrásmegjelöléseként.